# وادي عنقان
وادي عنقان هو واد في سراة تهامة بلاد بلقرن في العرضيات يسيل من جبل ضورة باتجاه الجنوب حتى يرفد وادي بطاط عند قرية الشاطئ، وعليه قرية عنقان لبني سهيم.